# Adolphe Bénion
Adolphe Bénion (Paris, 1833 — Paris, 1880) foi um naturalista e veterinário francês.
Foi um pioneiro nas pesquisas sobre a criação de animais domésticos. Sua obra "Traité des maladies du cheval: notions usuelles de pharmacie et de chirurgie vétérinaires, description des maladies" ganhou sucessivas edições ao longo dos anos, estando na 6ª em 1922.

## Obras
| Ciências Naturais | Ciências Naturais | Ciências Naturais                        | Ciências Naturais |
| Ano               | Título | Editora                                  | Pg                |
| ----------------- | --- | ---------------------------------------- | ----------------- |
| 1867              | Les Races canines | Librairie agricole de la Maison rustique | -                 |
| 1869              | De l'Hydrothérapie appliquée aux maladies externes des animaux                                                                  | Librairie agricole de la Maison rustique | 08 p.             |
| 1871              | Traité complet de l'élevage et des maladies de la chèvre                                                                        | P. Asselin                               | 195 p.            |
| 1872              | Traité de l'élevage et des maladies du porc                                                                                     | P. Asselin                               | 539 p.            |
| 1874              | Traité complet de l'élevage et des maladies du mouton                                                                           | P. Asselin                               | 655 p.            |
| 1877              | Traité des maladies du cheval: notions usuelles de pharmacie et de chirurgie vétérinaires, description des maladies             | P. Asselin                               | -                 |
| 1877              | La Race bovine tarentaise et son rôle dans l'Est-central, le Sud-Est et le Sud de la France                                     | P. Asselin                               | 41 p.             |
| 1878              | Animaux Domestiques (com Georges de Bonald)                                                                                     | P. Asselin                               | 220 p.            |
| 1882              | Traité des maladies du cheval: notions usuelles de pharmacie et de chirurgie vétérinaires, description des maladies (2ª edição) | Librairie agricole de la maison rustique | 325 p.            |